# عثيث (الريدة)
'

تعديل مصدري - تعديل

عثيث هي إحدى قرى عزلة الريدة وقصيعر بمديرية الريدة وقصيعر التابعة لمحافظة حضرموت، بلغ تعداد سكانها 88 نسمة حسب تعداد اليمن لعام 2004.